# Peace River (flygplats)
Peace River är en flygplats i Kanada. Den ligger i den centrala delen av landet, 3 100 km väster om huvudstaden Ottawa. Peace River ligger 570 meter över havet.
Terrängen runt Peace River är platt åt nordväst, men åt sydost är den kuperad. Trakten runt Peace River är nära nog obefolkad, med mindre än två invånare per kvadratkilometer.. Närmaste större samhälle är Peace River, 10,3 km öster om Peace River.
Omgivningarna runt Peace River är en mosaik av jordbruksmark och naturlig växtlighet.